# Bernot (Aisne)
Pour les articles homonymes, voir Bernot.
Bernot est une commune française située dans le département de l'Aisne, en région Hauts-de-France.

## Géographie

### Communes limitrophes
| Fieulaine           | Montigny-en-Arrouaise | Aisonville-et-Bernoville |
| Fontaine-Notre-Dame | Bernot                | Hauteville               |
|                     | Neuvillette           | Mont-d'Origny            |

### Hydrographie
La commune est située dans le bassin Seine-Normandie. Elle est drainée par le canal de la Sambre à l'Oise, l'Oise, la rigole d'alimentation de Hauteville, le canal 01 de la commune de Bernot et le canal du Moulin,,.
L'Oise prend sa source en Belgique, à 309 mètres d'altitude, dans l'ancienne commune de Forges et se jette dans la Seine à 20 mètres d'altitude, au Pointil en rive droite et en aval du centre de Conflans-Sainte-Honorine dans le département des Yvelines. D'une longueur 341 kilomètres, elle est presque entièrement navigable et bordée de canaux sur 104 kilomètres. Les caractéristiques hydrologiques de l'Oise sont données par la station hydrologique située sur la commune d'Origny-Sainte-Benoite. Le débit moyen mensuel est de 12,3 m3/s. Le débit moyen journalier maximum est de 204 m3/s, atteint lors de la crue du 21 décembre 1993. Le débit instantané maximal est quant à lui de 214 m3/s, atteint le même jour.

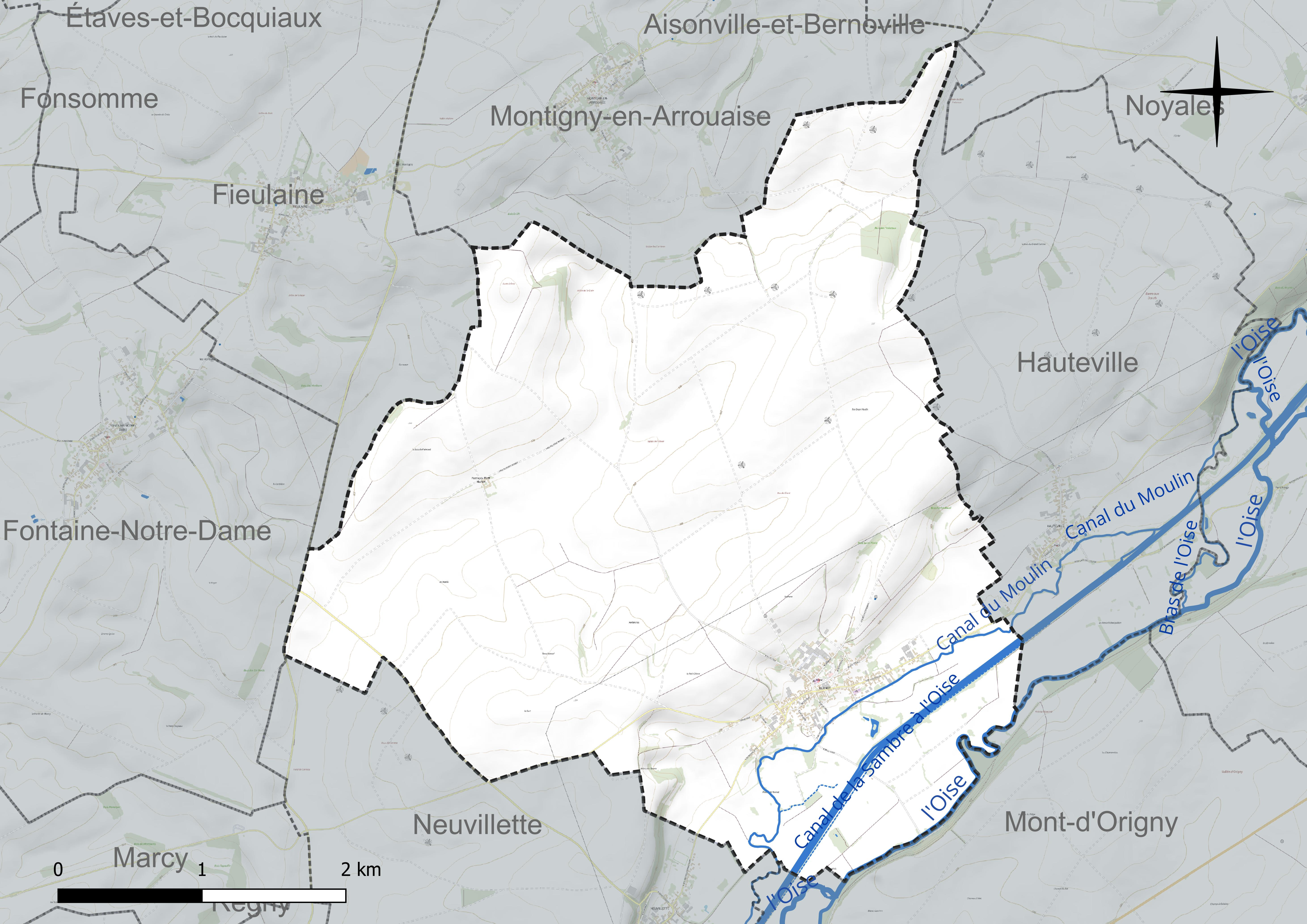
Réseau hydrographique de Bernot.

### Climat
Pour des articles plus généraux, voir Climat des Hauts-de-France et Climat de l'Aisne.
En 2010, le climat de la commune est de type climat océanique dégradé des plaines du Centre et du Nord, selon une étude du CNRS s'appuyant sur une série de données couvrant la période 1971-2000. En 2020, Météo-France publie une typologie des climats de la France métropolitaine dans laquelle la commune est exposée à un climat océanique altéré et est dans la région climatique Nord-est du bassin Parisien, caractérisée par un ensoleillement médiocre, une pluviométrie moyenne régulièrement répartie au cours de l'année et un hiver froid (3 °C).
Pour la période 1971-2000, la température annuelle moyenne est de 10,2 °C, avec  une amplitude thermique annuelle de 15,1 °C. Le cumul annuel moyen de précipitations est de 737 mm, avec 12,3 jours de précipitations en janvier et 9 jours en juillet. Pour la période 1991-2020 la température moyenne annuelle observée sur la station météorologique la plus proche, située sur la commune de Fontaine-lès-Clercs à 21 km à vol d'oiseau, est de 10,8 °C et le cumul annuel moyen de précipitations est de 683,4 mm,. Pour l'avenir, les paramètres climatiques de la commune estimés pour 2050 selon différents scénarios d'émission de gaz à effet de serre sont consultables sur un site dédié publié par Météo-France en novembre 2022.

## Urbanisme

### Typologie
Au 1er janvier 2024, Bernot est catégorisée commune rurale à habitat dispersé, selon la nouvelle grille communale de densité à 7 niveaux définie par l'Insee en 2022.
Elle est située hors unité urbaine. Par ailleurs la commune fait partie de l'aire d'attraction de Saint-Quentin, dont elle est une commune de la couronne,. Cette aire, qui regroupe 120 communes, est catégorisée dans les aires de 50 000 à moins de 200 000 habitants,.

### Occupation des sols
L'occupation des sols de la commune, telle qu'elle ressort de la base de données européenne d'occupation biophysique des sols Corine Land Cover (CLC), est marquée par l'importance des territoires agricoles (97,3 % en 2018), une proportion sensiblement équivalente à celle de 1990 (97,6 %). La répartition détaillée en 2018 est la suivante : 
terres arables (85,8 %), prairies (11,5 %), zones urbanisées (2,7 %).
L'évolution de l'occupation des sols de la commune et de ses infrastructures peut être observée sur les différentes représentations cartographiques du territoire : la carte de Cassini (XVIIIe siècle), la carte d'état-major (1820-1866) et les cartes ou photos aériennes de l'IGN pour la période actuelle (1950 à aujourd'hui).

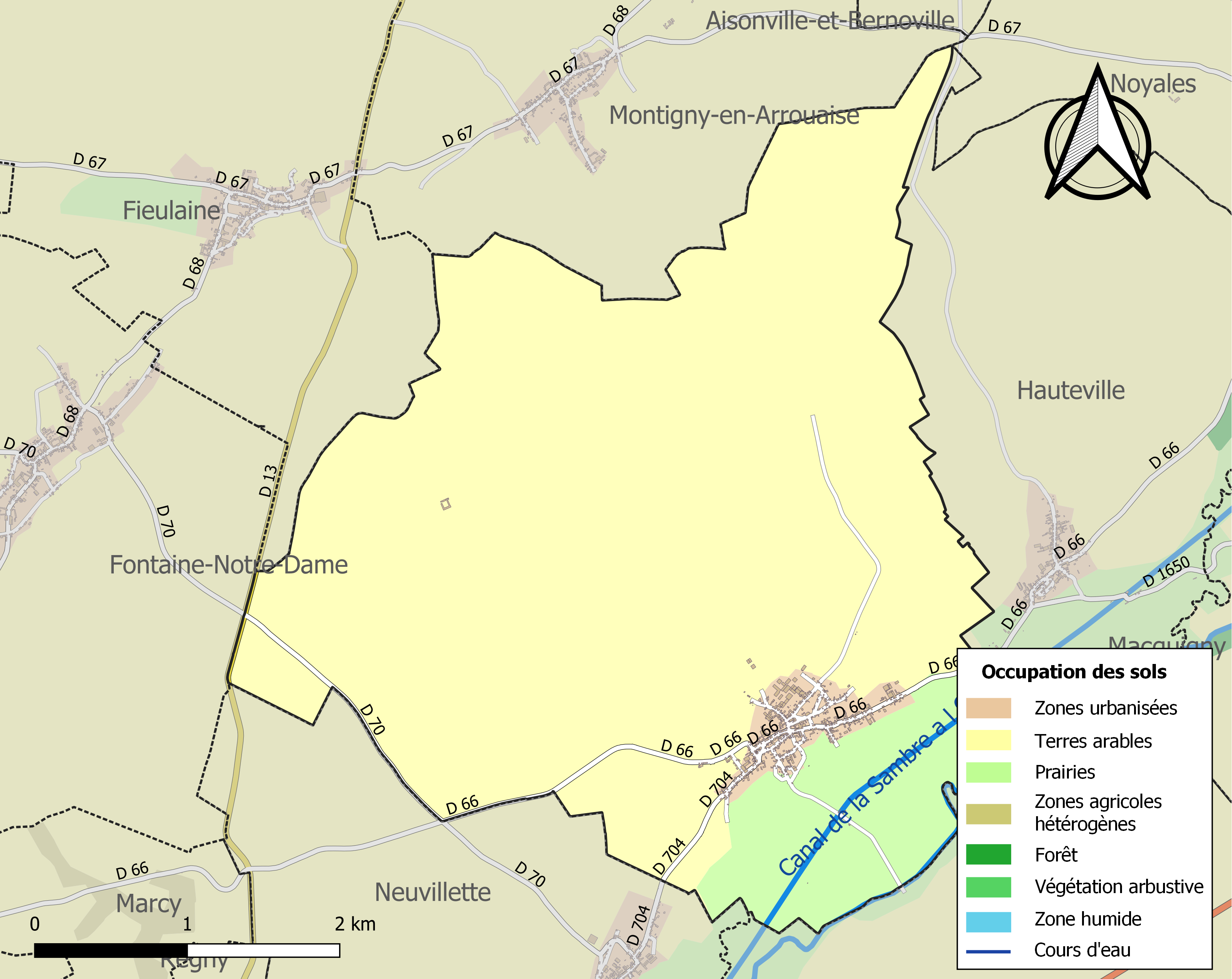
Carte des infrastructures et de l'occupation des sols de la commune en 2018 (CLC).

## Histoire
|  |

## Toponymie
Le nom du village apparaît pour la première fois sous l'appellation latine de Villa quæ dicitur Bresnoth au Xe siècle dans un cartulaire de l'Abbaye d'Homblières. L'orthographe évoluera ensuite de nombreuses fois en fonction des différents transcripteurs: Villa quæ Brenost, Brenot, Bresnort, alodia de Brosnoco au XIIe siècle, Brennot, Bernoth, Bernort, Bernordium, Brenod, Bernod en 1600,  puis l'orthographe actuelle Bernot au XVIIIe siècle sur la carte de cassini ci-contre
.

## Carte de Cassini
La carte de Cassini montre qu'au XVIIIe siècle Bernot est une paroisse située sur la rive droite de l'Oise, traversée par le chemin de Saint-Quentin à Guise. Un moulin à eau, aujourd'hui disparu est représenté par une roue dentée.
À l'ouest, la ferme St-Claude n'existe plus de nos jours.

### Passé ferroviaire du village

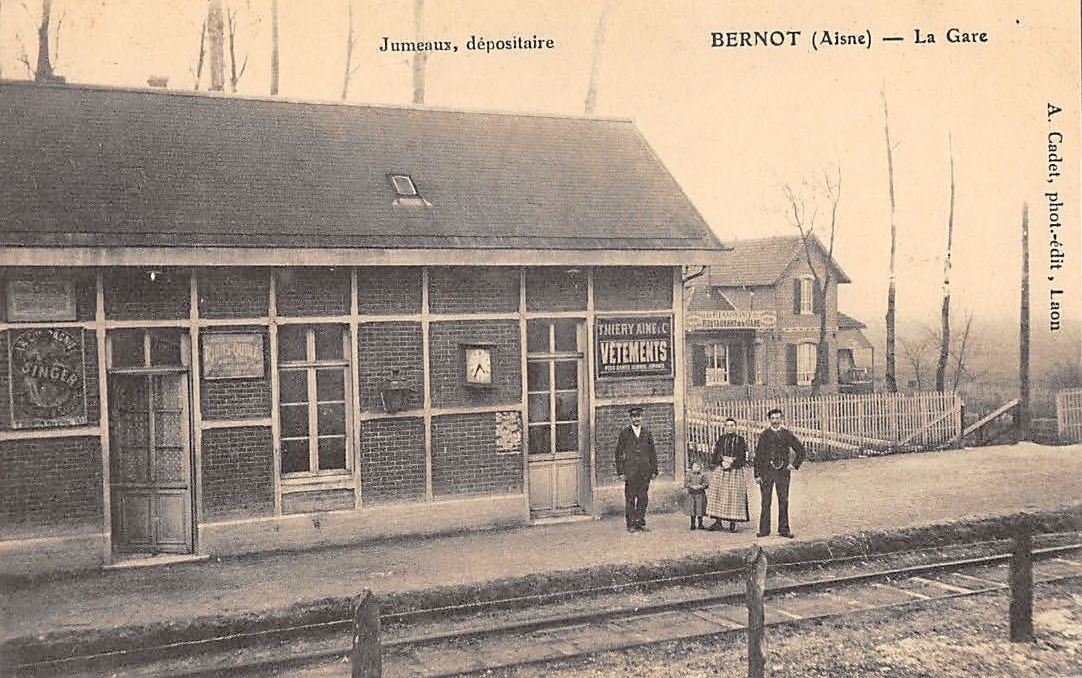
La gare de Bernot avant 1914.
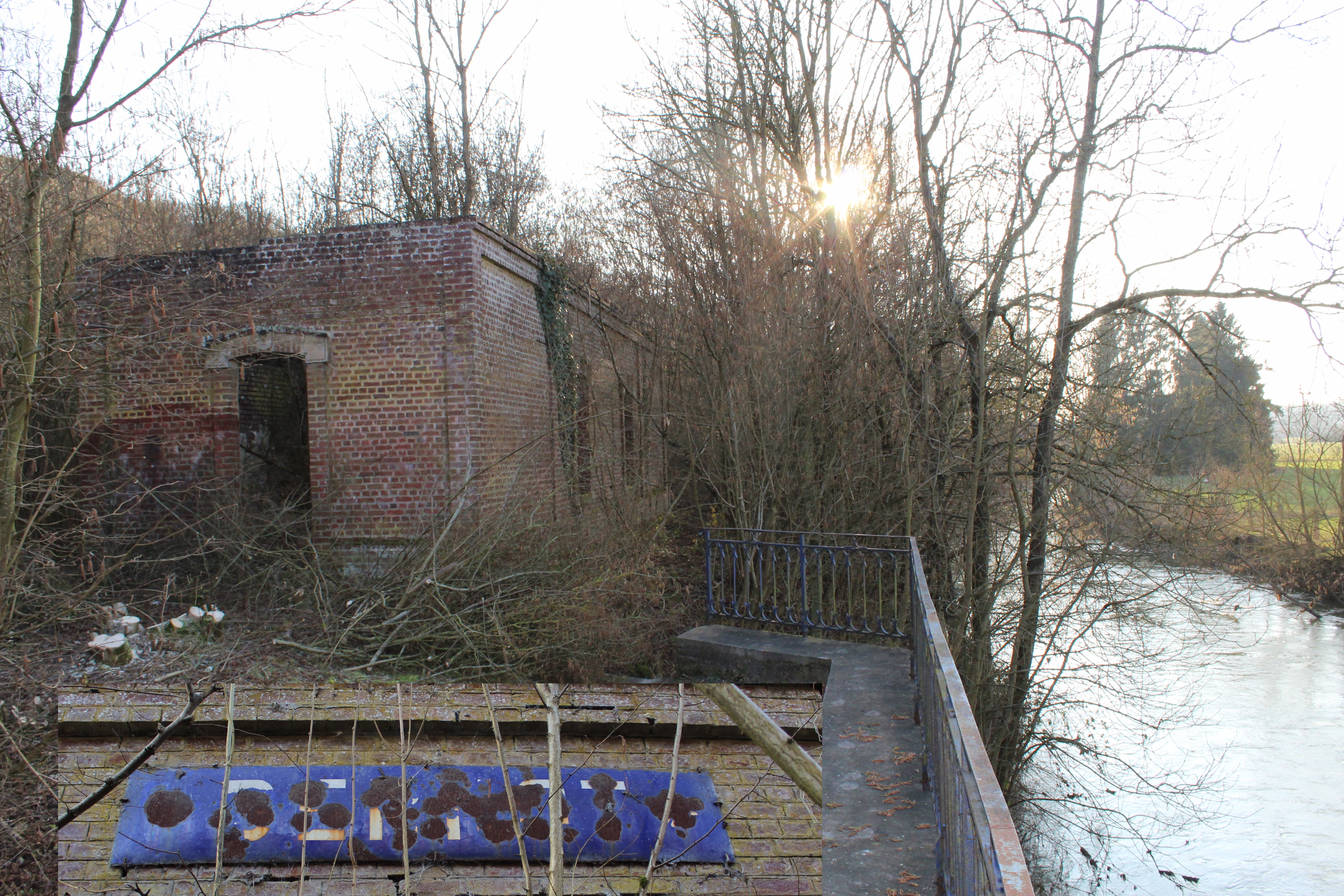
Ruines de la gare en 2019.

De 1874 à 1966, Bernot a été traversé par la ligne de chemin de fer de Saint-Quentin à Guise. qui passait au sud du village sur la rive gauche de l'Oise.
 
La gare avait été construite sur cette ligne à environ 1 km au sud-est du village, de l'autre côté du canal de la Sambre à l'Oise tout au bord de l'Oise.

Chaque jour, cinq trains s'arrêtaient dans chaque sens devant cette gare  pour prendre les passagers qui se rendaient soit à Saint-Quentin, soit à Guise (voir les horaires) .

À une époque où le chemin de fer était le moyen de déplacement le plus pratique, comme le montre la carte postale sur laquelle on voit, en arrière plan, le Restaurant de la Gare, cette ligne connaissait un important trafic de passagers et de marchandises. 

Détruite par les Allemands en 1918, la gare a été reconstruite dans les années 1920. À partir de 1950, avec l'amélioration des routes et le développement de l'automobile, le trafic ferroviaire a périclité et la ligne a été fermée en 1966. Les rails, les traverses et le ballast ont été vendus.

La gare n'est plus aujourd'hui qu'un amas de ruines envahi par la végétation.

## Politique et administration

### Découpage territorial
La commune de Bernot est membre de la communauté de communes Thiérache Sambre et Oise, un établissement public de coopération intercommunale (EPCI) à fiscalité propre créé le 1er janvier 2017 dont le siège est à Guise. Ce dernier est par ailleurs membre d'autres groupements intercommunaux.
Sur le plan administratif, elle est rattachée à l'arrondissement de Vervins, au département de l'Aisne et à la région Hauts-de-France. Sur le plan électoral, elle dépend du  canton de Guise pour l'élection des conseillers départementaux, depuis le redécoupage cantonal de 2014 entré en vigueur en 2015, et de la troisième circonscription de l'Aisne  pour les élections législatives, depuis le dernier découpage électoral de 2010.

### Administration municipale

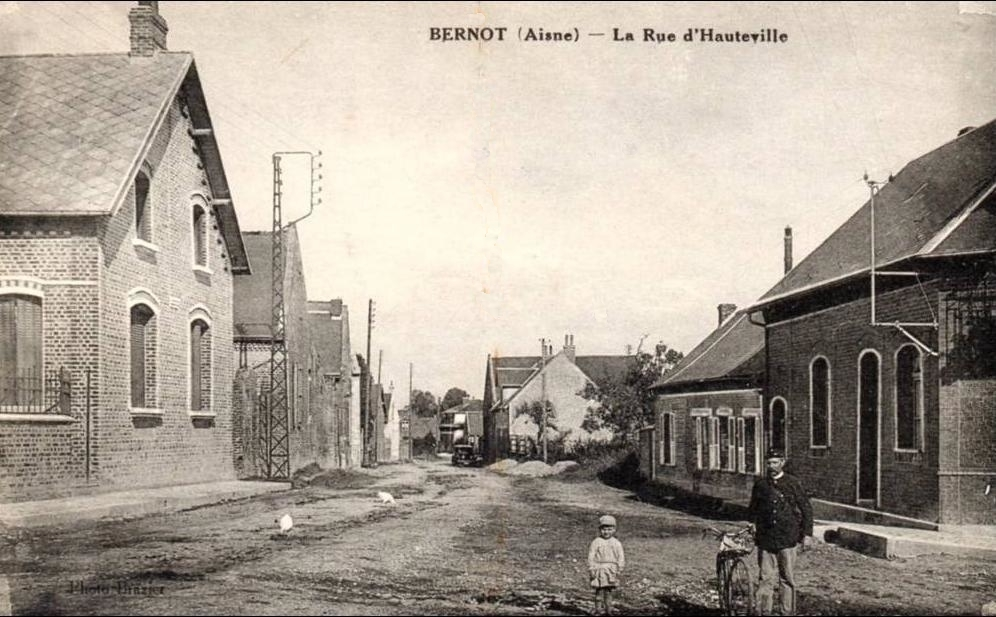
Carte postale du village vers 1930.

| Période                                  | Période                   | Identité            | Étiquette | Qualité               |
| ---------------------------------------- | ------------------------- | ------------------- | --------- | --------------------- |
| 1806                                     | 1815                      | Antoine Bocquillon  |           |                       |
| 1816                                     | 1817                      | Nicolas Lecriquier  |           |                       |
| 1817                                     | 1826                      | Louis Antoine Lesur |           |                       |
| 1826                                     | 1827                      | Théodore Bocquillon |           |                       |
| 1828                                     | 1829                      | Clément David       |           |                       |
| avant 1988                               | ?                         | André Bocquillon    |           |                       |
| mars 2001                                | 2004                      | Jean Beaurain       |           |                       |
| 2004                                     | mars 2008                 | Jean-Luc Duhamel    |           |                       |
| mars 2008                                | mars 2014                 | René Lombardelli    |           |                       |
| mars 2014                                | mai 2020                  | Anne-Marie Leviel   | DVD       | Commerçante retraitée |
| mai 2020                                 | En cours (au 6 juin 2020) | Xavier Bocquillon   |           |                       |
| Les données manquantes sont à compléter. |                           |                     |           |                       |

## Démographie
L'évolution du nombre d'habitants est connue à travers les recensements de la population effectués dans la commune depuis 1793. Pour les communes de moins de 10 000 habitants, une enquête de recensement portant sur toute la population est réalisée tous les cinq ans, les populations de référence des années intermédiaires étant quant à elles estimées par interpolation ou extrapolation. Pour la commune, le premier recensement exhaustif entrant dans le cadre du nouveau dispositif a été réalisé en 2005.

En 2022, la commune comptait 434 habitants, en évolution de −2,69 % par rapport à 2016 (Aisne : −1,97 %, France hors Mayotte : +2,11 %).
| 1793 | 1800  | 1806  | 1821  | 1831  | 1836  | 1841  | 1846  | 1851  |
| ---- | ----- | ----- | ----- | ----- | ----- | ----- | ----- | ----- |
| 991  | 1 042 | 1 064 | 1 092 | 1 202 | 1 240 | 1 280 | 1 361 | 1 386 |

| 1856  | 1861  | 1866  | 1872  | 1876  | 1881  | 1886  | 1891  | 1896  |
| ----- | ----- | ----- | ----- | ----- | ----- | ----- | ----- | ----- |
| 1 400 | 1 478 | 1 397 | 1 346 | 1 319 | 1 295 | 1 241 | 1 094 | 1 082 |

| 1901  | 1906 | 1911 | 1921 | 1926 | 1931 | 1936 | 1946 | 1954 |
| ----- | ---- | ---- | ---- | ---- | ---- | ---- | ---- | ---- |
| 1 007 | 949  | 892  | 673  | 698  | 627  | 590  | 544  | 573  |

| 1962 | 1968 | 1975 | 1982 | 1990 | 1999 | 2005 | 2006 | 2010 |
| ---- | ---- | ---- | ---- | ---- | ---- | ---- | ---- | ---- |
| 620  | 608  | 540  | 511  | 459  | 455  | 447  | 444  | 459  |

| 2015 | 2020 | 2022 | - | - | - | - | - | - |
| ---- | ---- | ---- | - | - | - | - | - | - |
| 443  | 441  | 434  | - | - | - | - | - | - |

## Culture locale et patrimoine

### Monuments
- L'église Saint-Pierre-et-Saint-Paul contenant des œuvres inscrites au patrimoine national se trouve sur la place du village. Pour les différentes cérémonies religieuses, plusieurs cloches étaient mises en action grâce à une famille de sonneurs. Monsieur Vandevoorde (père) fut en poste jusqu'en 1998, et son fils prit la relève avec l'aide de monsieur Blanchard. Mais, depuis les années 2000, cet édifice religieux a perdu son dernier prêtre qui venait célébrer l'office pour les grandes dates du calendrier catholique.
- Monument aux morts.
- Calvaire.
- Tour-pigeonnier de ferme.

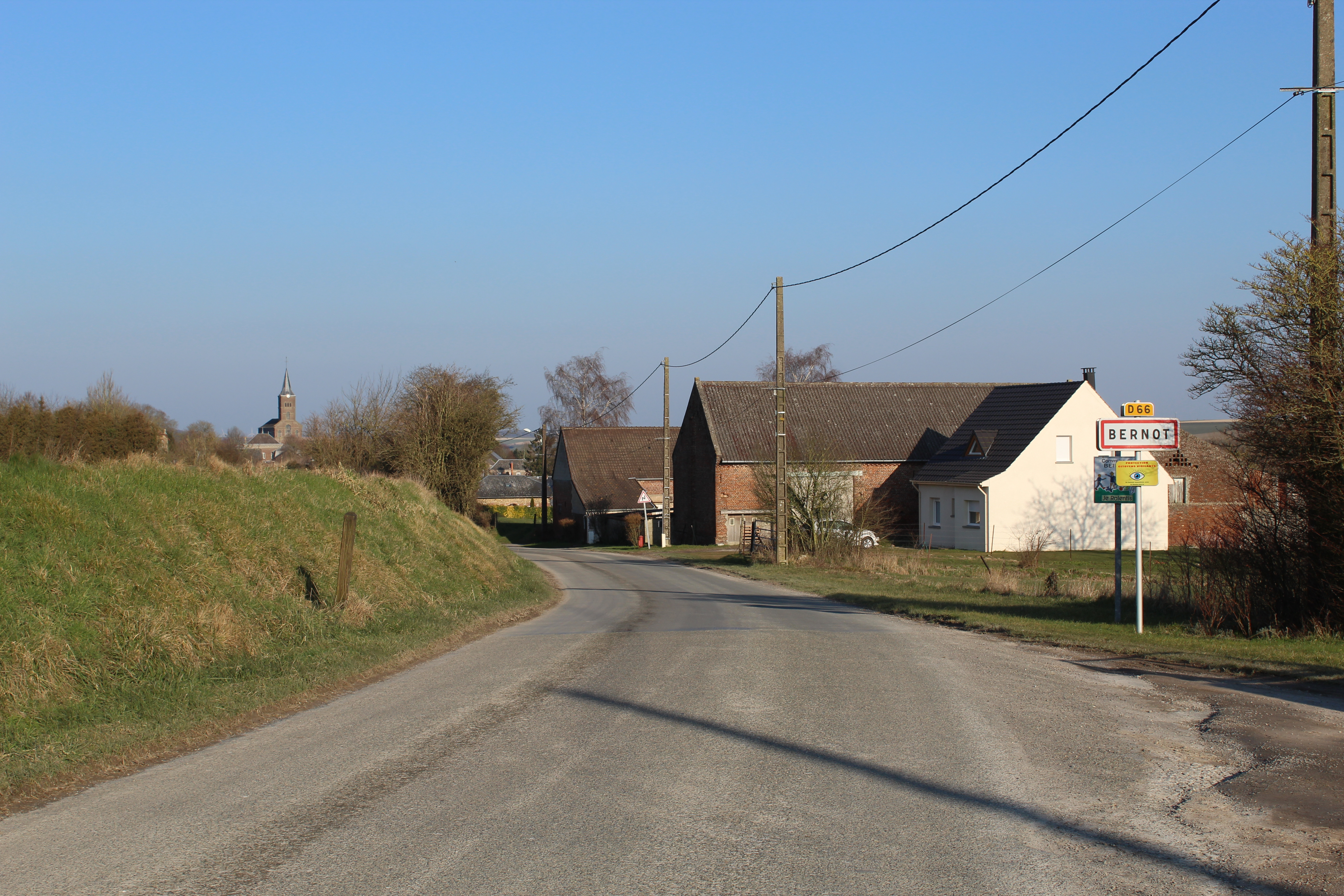
Entrée du village depuis la route de Montigny.
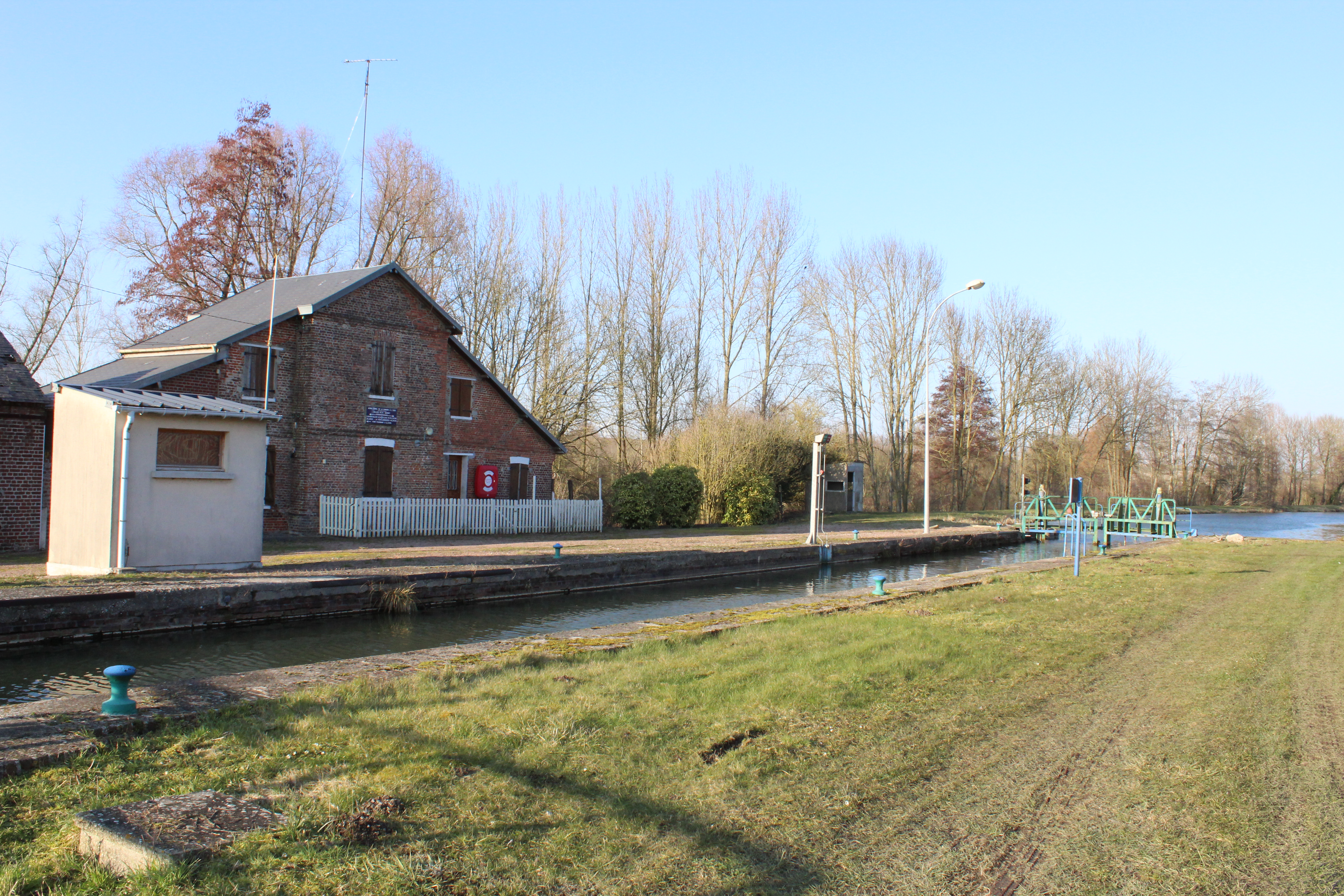
L'écluse N° 25 de Bernot sur le canal de la Sambre à l'Oise.
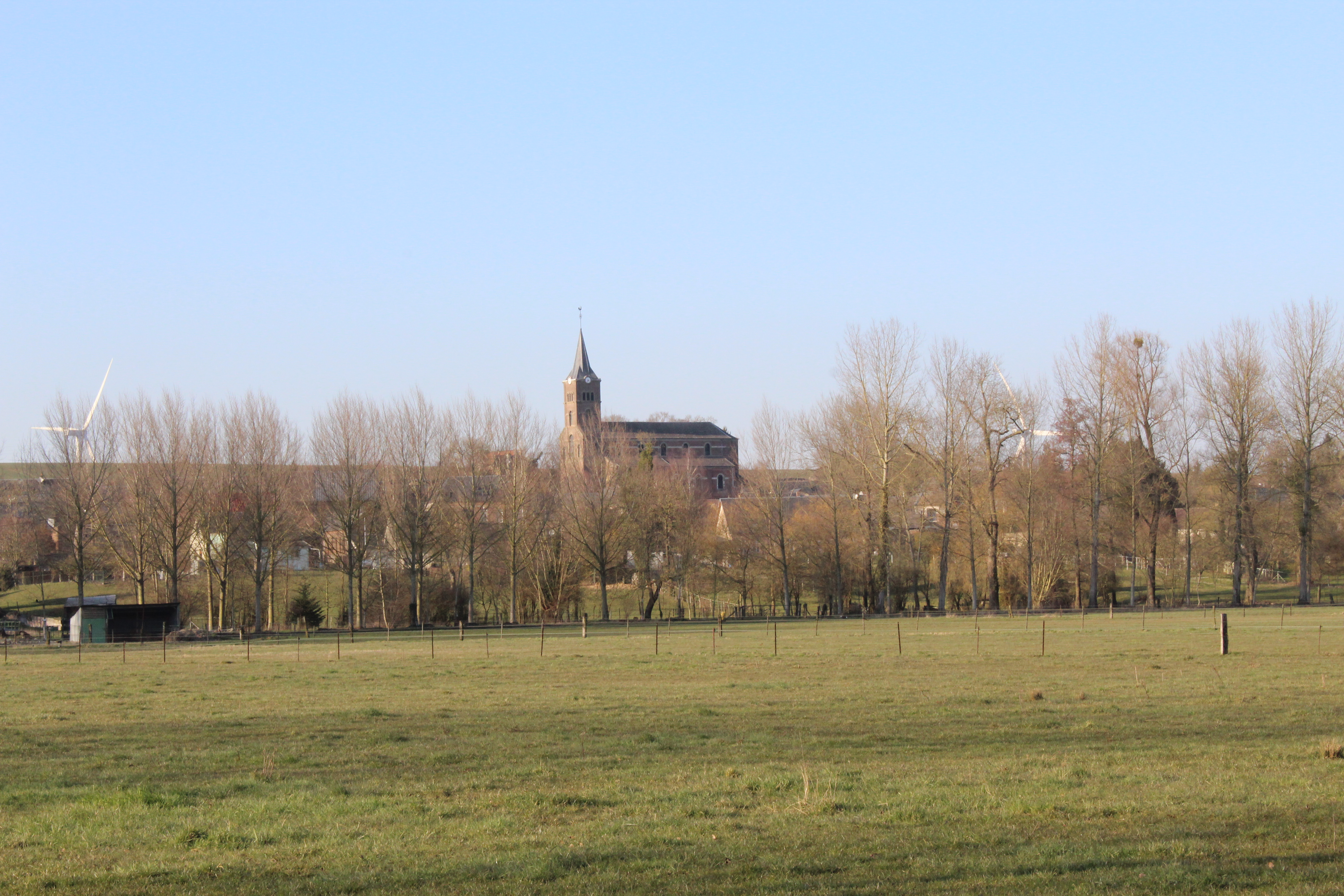
Panorama du village depuis la vallée de l'Oise.
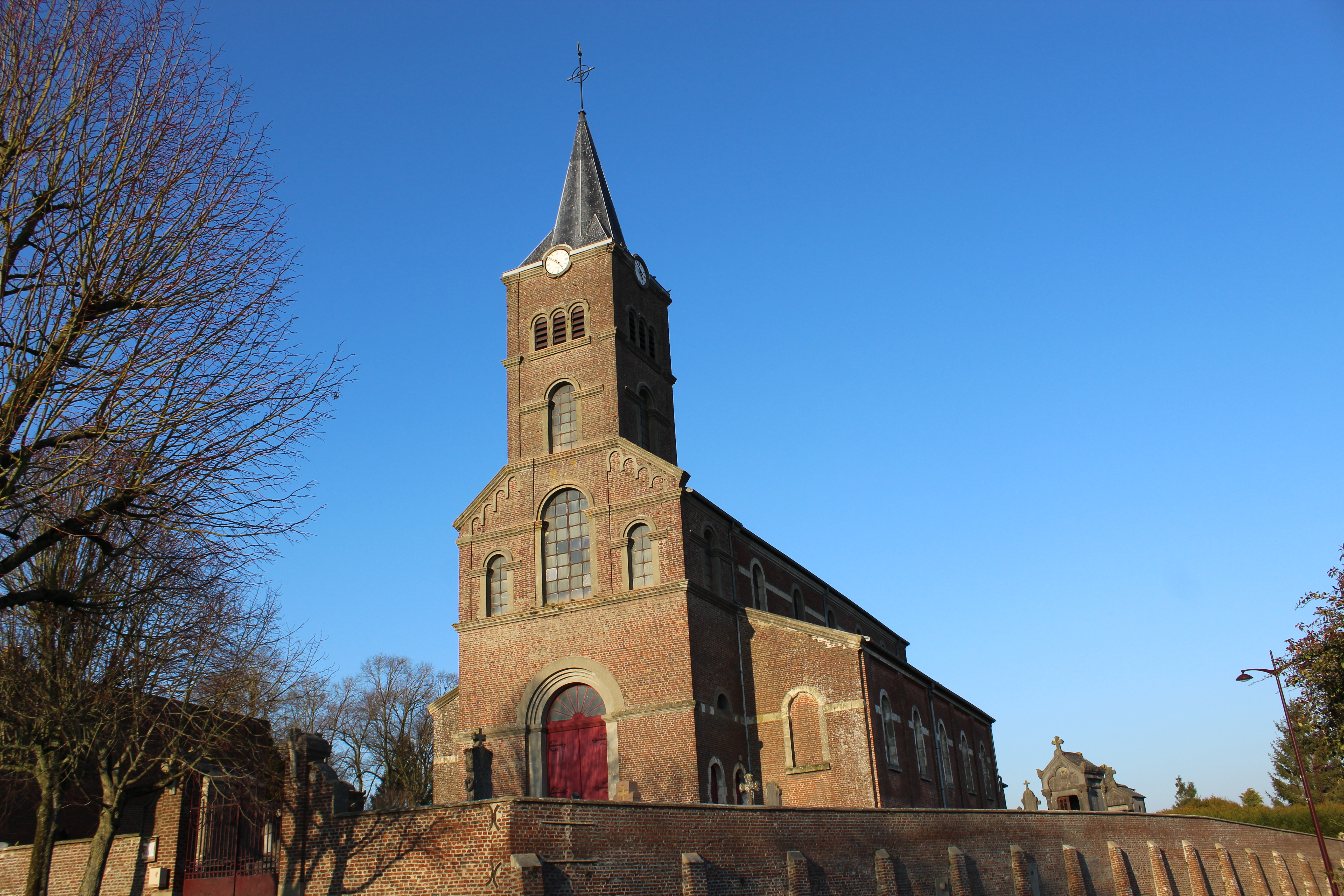
L'église Saint-Pierre-et-Saint-Paul.
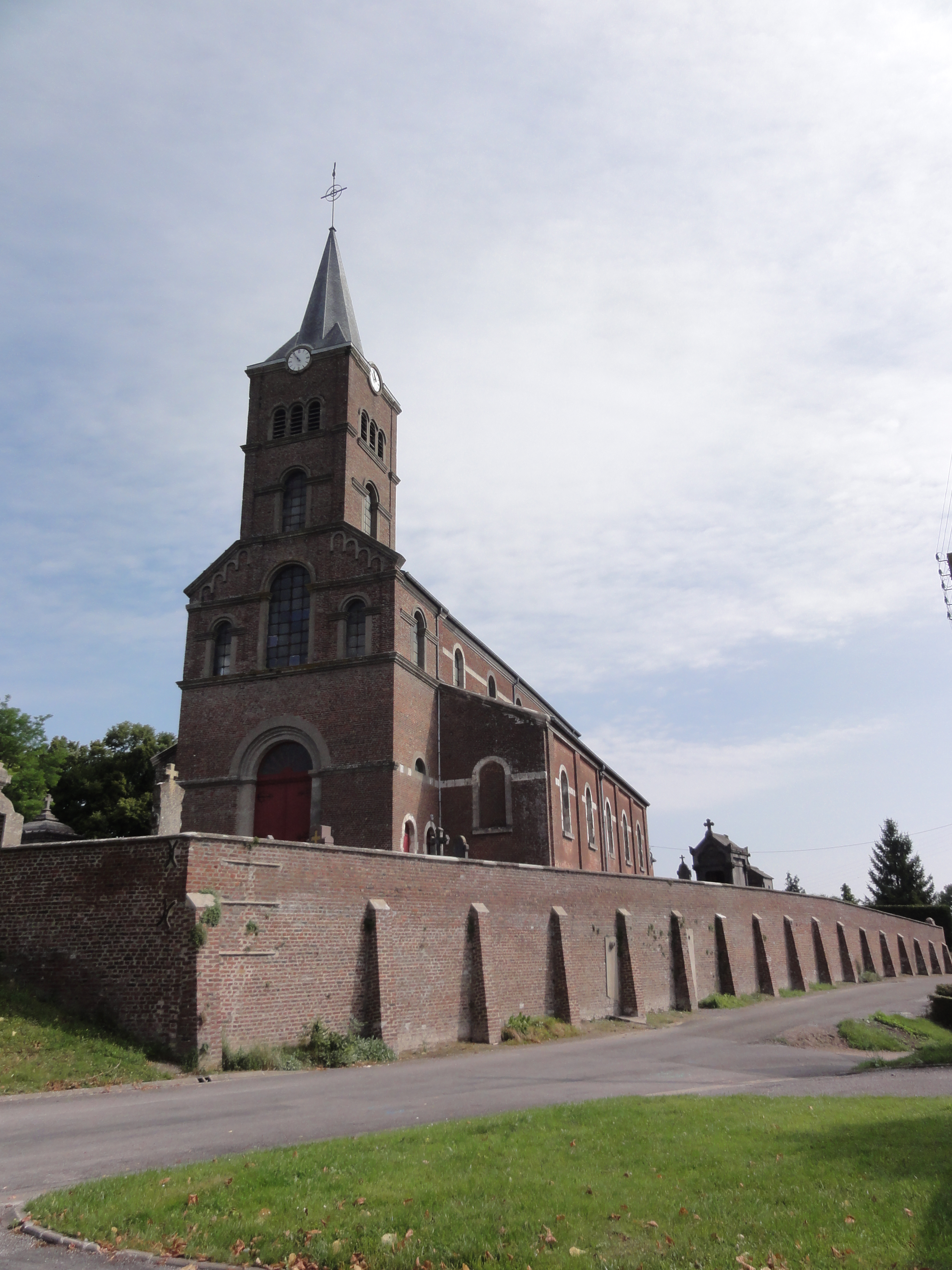
L'église.
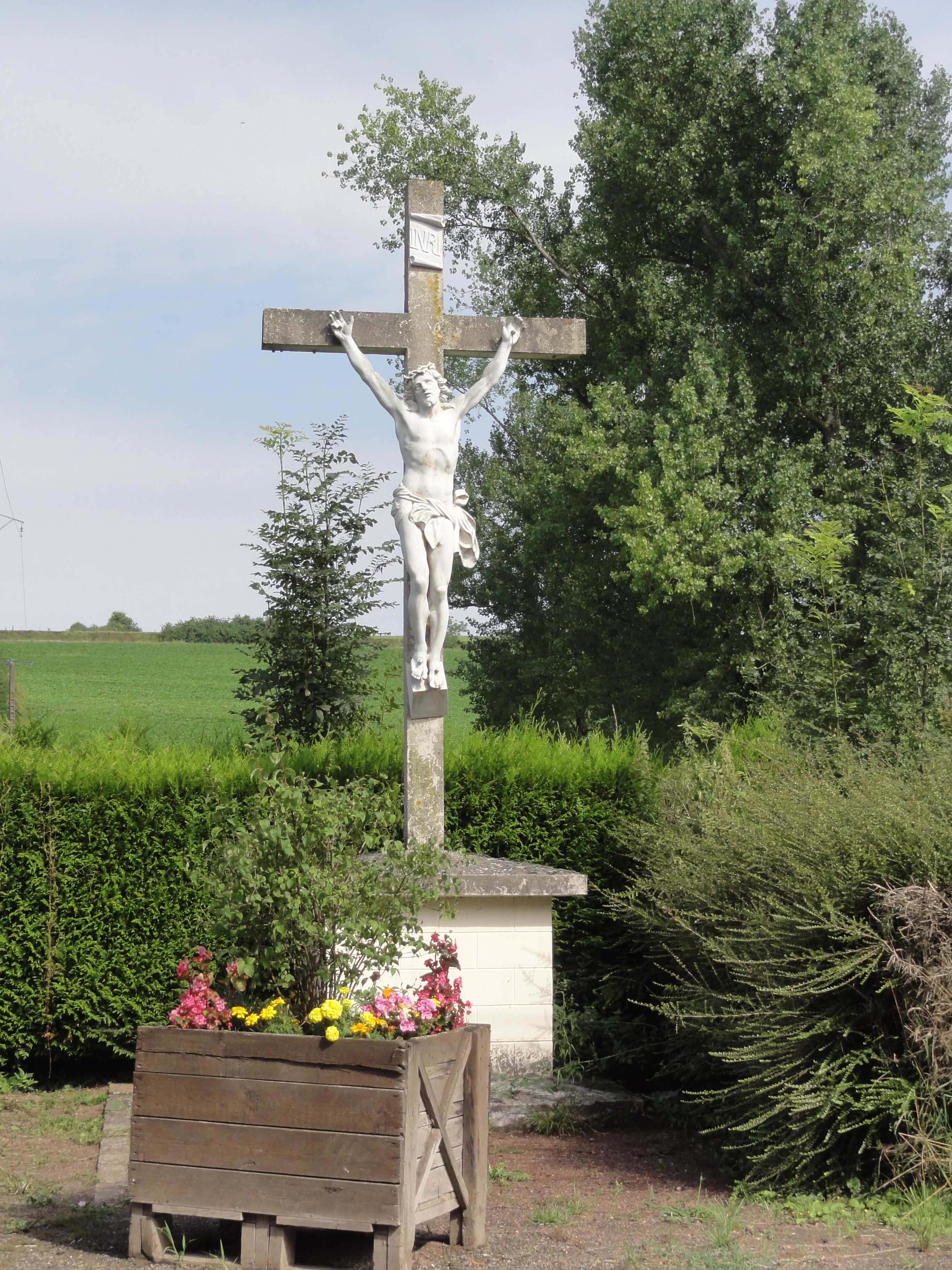
Calvaire.
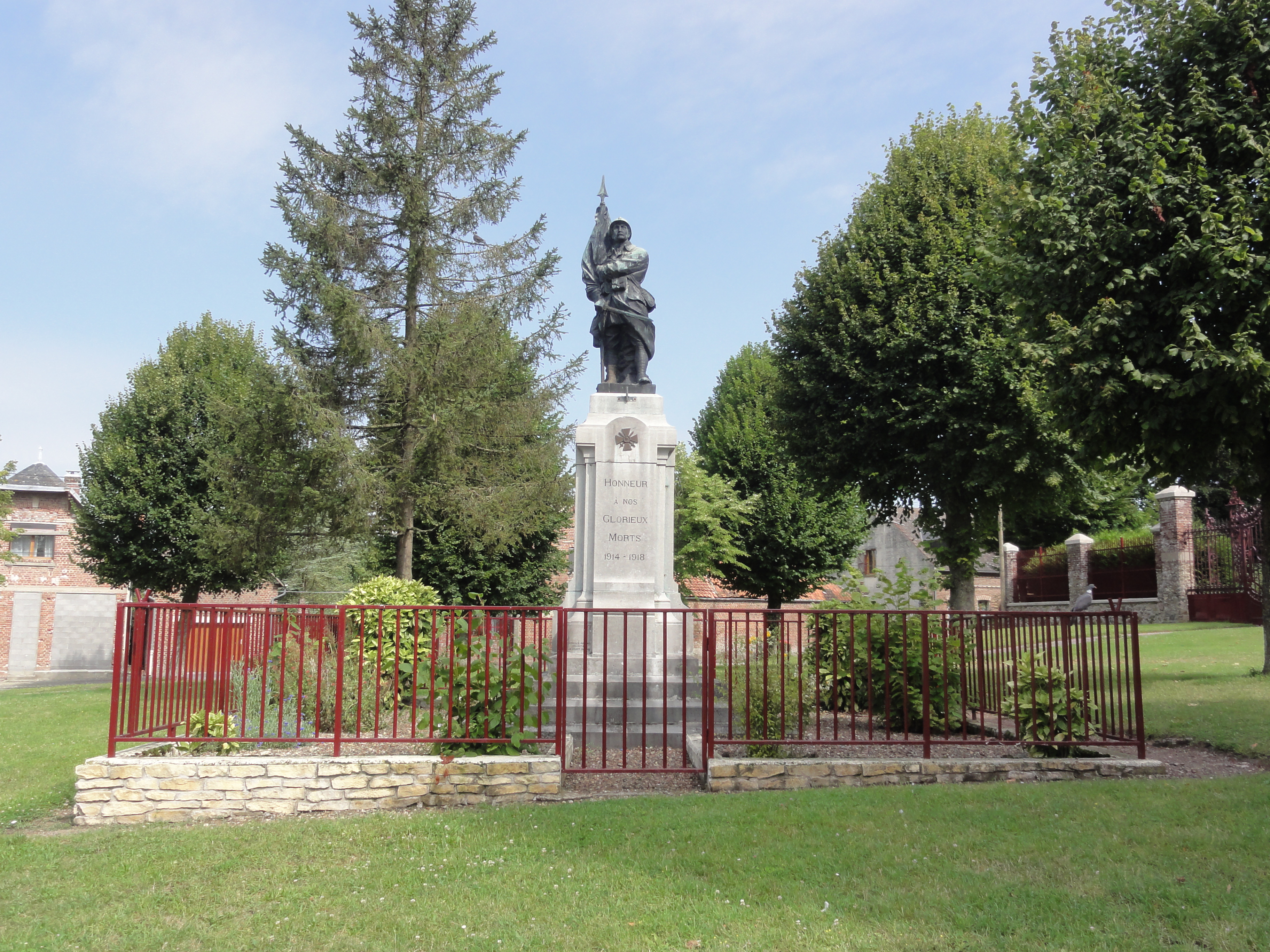
Monument aux morts.
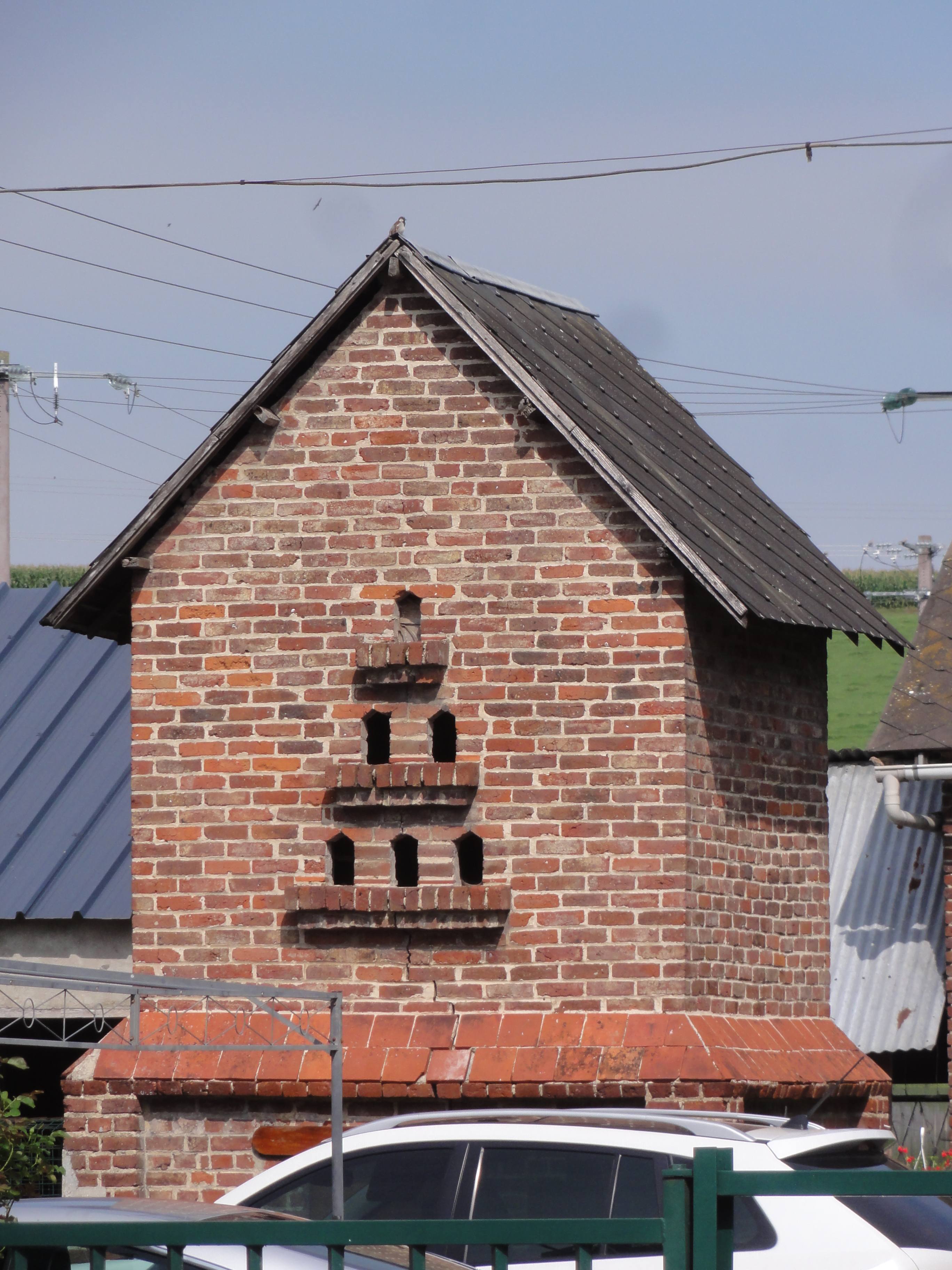
Pigeonnier.

### Activités associatives, culturelles, festives et sportives
- Échiquier bernotois.
- Foyer rural.
- Concours de pêche à la truite
- Ballade sympathique en terminant par une baignade aux rayeres
- Concours de la Anne de Guise , reproduit plusieurs années après dans le soissonnais .

## Pour approfondir